# 시나어
시나어(Ṣiṇyaá, شِْنْیٛا, scl)는 인도아리아어군 다르드어군의 언어이다. 시나인이 사용한다. 파키스탄의 길기트-발티스탄과 코히스탄에서 주로 사용되며, 2018년 기준으로 약 1,146,000명의 사용자가 있는 것으로 추정된다. 소수의 시나어 사용자 공동체는 인도의 잠무 카슈미르에 있는 구레즈 계곡과 라다크에 있는 드라스 계곡에서도 발견된다. 시나어군 언어에는 브록스카트어 (라다크), 쿤달 샤히어 (아자드 카슈미르), 팔룰라어 및 사위어 (치트랄), 우쇼지어 (스와트 계곡), 칼코티어 (디르) 등이 있다.
최근까지 시나어에는 문자 체계가 없었다. 여러 방안이 제안되었지만, 현재 시나어 사용자들이 사용하는 단일 문자 체계는 없다. 시나어는 주로 구어이며 문어가 아니다.
파키스탄 미디어에서 지배적인 언어인 우르두어, 표준 펀자브어, 영어, 그리고 아랍어와 페르시아어의 종교적 중요성으로 인해 시나어는 지속적으로 차용어로 어휘 기반을 확장하고 있다. 이러한 과정은 파키스탄의 다른 많은 언어에서도 진행 중이다. 시나어는 다른 인도아리아어군 언어, 특히 표준 펀자브어, 서부 펀자브어, 신드어, 서부 파하리어 방언과 밀접한 관계를 맺고 있다.

## 분포

### 파키스탄
에스놀로그 (2018)에 따르면 파키스탄에는 시나어와 코히스탄 시나어 사용자가 약 1,146,000명으로 추정되며, 대부분 카이버파크툰콰와 길기트-발티스탄에 거주한다. 소수의 시나어 사용자 공동체는 닐람 계곡에 있는 아자드 잠무 카슈미르에도 정착해 있다.

### 인도
소수의 시나어 사용자 공동체는 인도 카르길 구 북쪽 길기트-발티스탄 접경 지역에도 정착해 있다. 2011년 인구 조사에 따르면 인구는 약 32,200명으로 추정된다.

## 음운론
다음은 인도에서 사용되는 드라시 방언과 파키스탄에서 사용되는 코히스탄 방언의 음운론에 대한 설명이다.

### 모음
시나어의 주요 모음은 다음과 같다.
|          | 전설 | 중설 | 후설 | 후설 |
| 비원순   | 전설 | 중설 | 원순 |      |
| -------- | ---- | ---- | ---- | ---- |
| 고모음   | i    |      |      | u    |
| 중고모음 | e    |      |      | o    |
| 중저모음 | ɛ    | ə    | ʌ    | ɔ    |
| 저모음   | (æ)  | a    |      |      |

/ɔ/를 제외한 모든 모음은 장음 또는 비음화될 수 있지만, 대립쌍은 발견되지 않는다. /æ/는 차용어에서 들린다.

### 이중모음
시나어에는 다음과 같은 이중모음이 있다.
- 하강: ae̯, ao̯, eə̯, ɛi̯, ɛːi̯, ue̯, ui̯, oi̯, oə̯;
- 하강 비음화: ãi̯, ẽi̯, ũi̯, ĩũ̯, ʌĩ̯;
- 상승: u̯i, u̯e, a̯a, u̯u.

### 자음
인도의 시나어 방언은 고대 인도아리아어의 초기 및 최종 자음군을 모두 보존하고 있는 반면, 파키스탄에서 사용되는 시나어 방언은 그렇지 않다.
|        |        | 양순   | 설단   | 권설 | 후치경/ 구개 | 연구개 | 구개수 | 성문 |
| ------ | ------ | ------ | ------ | ---- | ------------ | ------ | ------ | ---- |
| 파열   | 무성   | p      | t      | ʈ    |              | k      | q      |      |
| 파열   | 기음   | pʰ     | tʰ     | ʈʰ   |              | kʰ     |        |      |
| 파열   | 유성   | b      | d      | ɖ    |              | ɡ      |        |      |
| 파열   | 기식   | bʱ     | dʱ     | ɖʱ   |              | ɡʱ     |        |      |
| 파찰   | 무성   |        | t͡s     | ʈ͡ʂ   | t͡ʃ           |        |        |      |
| 파찰   | 기음   |        | t͡sʰ    | ʈ͡ʂʰ  | t͡ʃʰ          |        |        |      |
| 파찰   | 유성   |        | d͡z     |      | d͡ʒ           |        |        |      |
| 파찰   | 기식   |        |        |      | d͡ʒʱ          |        |        |      |
| 마찰   | 무성   | (f)    | s      | ʂ    | ʃ            | x      |        | h    |
| 마찰   | 유성   |        | z      | ʐ    | ʒ            | ɣ      |        | ɦ    |
| 비음   | 비음   | m (mʱ) | n      | ɳ    |              | ŋ      |        |      |
| 설측   | 설측   |        | l (lʱ) |      |              |        |        |      |
| R음    | R음    |        | r      | ɽ    |              |        |        |      |
| 반모음 | 반모음 | ʋ~w    |        |      | j            |        |        |      |

1. 1 2 3 4 5  Occurs in the Kohistani dialect, Schmidt (2008)
2. 1 2 3 4 5 6  According to Rajapurohit (2012, p. 33–34)
3. ↑  Degener (2008, p. 14) lists it as a phoneme

### 성조
시나어 단어는 종종 세 가지 대조적인 성조로 구분된다: 평성, 상승조, 하강조. 다음은 세 가지 성조를 보여주는 예이다.
"The" (تھےࣿ)는 평성으로 "해라!"라는 명령형을 의미한다.
장모음의 첫 번째 음절에 강세가 오면 성조는 하강조가 된다. Thée (تھےٰ)는 "할 것인가?"를 의미한다.
장모음의 두 번째 음절에 강세가 오면 성조는 상승조가 된다. Theé (تھےٗ)는 "한 후에"를 의미한다.

## 표기법
시나어는 문어 전통이 있는 몇 안 되는 다르드어군 언어 중 하나이다. 하지만 수십 년 전까지만 해도 문어는 아니었다. 2010년대 후반에 와서야 시나어 표기법이 표준화되었고, 길기트-발티스탄 자치 정부의 승인을 받은 초급 교재와 사전이 출판되었다.

1960년대에 시나어의 음운론을 정확하게 나타내려는 첫 시도 이후, 언어의 다양한 방언에 대해 여러 제안된 표기법이 있었다. 토론은 우르두어에 없는 몇 가지 권설음을 어떻게 쓰고, 모음 길이와 성조를 나타낼 것인지에 집중되었다.
현재 두 가지 주요 표기법 관습이 있는데, 하나는 길기트-발티스탄과 코히스탄의 파키스탄 통제 지역에서 사용되는 것이고, 다른 하나는 드라스, 라다크의 인도 통제 지역에서 사용되는 것이다.
아래의 알파벳은 무하마드 아민 지야 교수, 샤킬 아흐마드 샤킬, 라즈왈 코히스타니와 같은 문학가들의 노력 덕분에 표준화되고 문서화되었으며 대중화되었다. 이들이 확립한 알파벳은 길기트 방언과 코히스탄 방언을 포함한 모든 시나어 방언을 위해 개발되었다.
 코히스탄 방언에 ڦ 문자가 존재하는 것과 같은 미미한 차이가 있다. 또한, 시나어 문서 전반에 걸쳐 변형 및 개인적인 선호도가 관찰될 수 있다. 예를 들어, [ʂ]를 나타내기 위해 ݜ 대신 سً를 사용하거나, 짧은 모음을 나타내기 위해 작은 옆면 누운 눈(small sideway noon) ◌ࣿ (U+08FF) 대신 수쿤(sukun) ◌ْ (U+0652)을 사용하는 것이 일반적이다. 그러나 이러한 변형은 더 이상 문제가 되지 않는다. 또 다른 문제는 시나어에 없는 글자를 사용하는 차용어를 쓰는 방법이다. 예를 들어 س / ث / ص와 같은 글자는 시나어에서 모두 [s] 소리가 난다. 어떤 문서들은 글자가 동음이의어이고 자체적인 독립적인 소리가 없음에도 불구하고 페르시아어와 우르두어의 표기법 관습과 유사하게 원본 철자를 보존한다. 반면, 다른 문서들은 모든 차용어를 하나의 시나어 문자로 다시 쓰는 것을 선호하여 쿠르드어와 위구르어의 표기법 관습과 유사하게 쓰기를 단순화한다.
시나어 모음은 길이, 비음화 여부, 성조에 따라 구분된다. 비음화는 파키스탄의 다른 페르시아-아랍 알파벳과 마찬가지로 눈 군나(ن٘ـ / ـن٘ـ / ں)로 나타낸다. 시나어에서는 장모음이 있을 때만 성조 변화가 발생한다. 세 가지 성조를 나타내기 위한 시나어 고유의 규칙이 있다. 시나어 규칙에서는 알리프, 와우, 부리 예, 예(ا، و، یـ، ی، ے) 문자와 함께 특정 기호가 표시되는데, 이 문자는 장모음을 나타내기 위해 기록되기 때문이다. 역다마(inverted damma) ◌ٗ (U+0657) 기호는 상승조를 나타내고, 윗첨자 알레프(superscript alef) ◌ٰ (U+0670) 기호는 하강조를 나타낸다. 또 다른 기호인 작은 옆면 누운 눈(small sideway noon) ◌ࣿ (U+08FF)는 필요할 때 짧은 모음을 나타내는 데 사용된다.

### 자음
아래 표는 시나어 자음을 보여준다.
| 이름                         | 형태   | 형태   | 형태   | 형태   | IPA             | 음역      | 유니코드                                   | 비고 |
| 시나어                       | 독립형 | 종성형 | 중성형 | 초성형 | IPA             | 음역      | 유니코드                                   | 비고 |
| ---------------------------- | ------ | ------ | ------ | ------ | --------------- | --------- | ------------------------------------------ | --- |
| الف 알리프                   | ا      | ـا     | ـا     | ا / آ  | [ʌ], [∅], 무음  | – / aa    | U+0622 U+0627                              | 단어의 시작에서 기호와 함께 오거나, 알리프-마다( آ) 형태로 오거나, 독립적으로 무음이며 모음 문자가 뒤따를 수 있다. اَ اِ، اُ 기호는 쓰기에서 생략될 수 있다. |
| بےࣿ 베                        | ب      | ـب     | ـبـ    | بـ     | [b]             | b         | U+0628                                     | |
| پےࣿ 페                        | پ      | ـپ     | ـپـ    | پـ     | [p]             | p         | U+067E                                     | |
| تےࣿ 테                        | ت      | ـت     | ـتـ    | تـ     | [t̪]             | t         | U+062A                                     | |
| ٹےࣿ ṭe                        | ٹ      | ـٹ     | ـٹـ    | ٹـ     | [ʈ]             | ṭ         | U+0679                                     | |
| ثےࣿ 세                        | ث      | ـث     | ـثـ    | ثـ     | [s]             | s         | U+062B                                     | 아랍어 차용어에만 사용. 문자 신( س )으로 대체 가능. |
| جوࣿم ǰom                      | ج      | ـج     | ـجـ    | جـ     | [d͡ʒ]            | ǰ         | U+062C                                     | |
| چےࣿ 체                        | چ      | ـچ     | ـچـ    | چـ     | [t͡ʃ]            | č         | U+0686                                     | |
| څےࣿ 체                        | څ      | ـڅ     | ـڅـ    | څـ     | [t͡s]            | ts        | U+0685                                     | 파슈토 문자에서 차용된 문자. 인도 통제 카슈미르의 공식 시나어 표기법에서는 ژ 문자를 사용. |
| ڇےࣿ c̣e                        | ڇ      | ـڇ     | ـڇـ    | ڇـ     | [ʈ͡ʂ]            | c̣         | U+0687                                     | 시나어 고유 문자. 일부 시나어 문헌 및 문서에서는 점 네 개 대신 두 개의 가로선을 사용하며, ڇـ 대신 حٍـ를 사용. 인도 통제 카슈미르의 공식 시나어 표기법에서는 چْ 문자를 사용. |
| حےࣿ 헤                        | ح      | ـح     | ـحـ    | حـ     | [h]             | h         | U+062D                                     | 아랍어 차용어에만 사용. 문자 하아( ہ )으로 대체 가능. |
| خےࣿ 케                        | خ      | ـخ     | ـخـ    | خـ     | [x]~[kʰ]        | kh        | U+062D                                     | 아랍어 차용어에만 사용. 이중 문자 케( کھ )으로 대체 가능. |
| دال 달                       | د      | ـد     | -      | -      | [d̪]             | d         | U+062F                                     | |
| ڈال ḍaal                     | ڈ      | ـڈ     | -      | -      | [ɖ]             | ḍ         | U+0688                                     | |
| ذال 잘                       | ذ      | ـذ     | -      | -      | [z]             | z         | U+0688                                     | 아랍어 차용어에만 사용. 문자 제( ز )으로 대체 가능. |
| رےࣿ 레                        | ر      | ـر     | -      | -      | [r]             | r         | U+0631                                     | |
| ڑےࣿ ṛe                        | ڑ      | ـڑ     | -      | -      | [ɽ]             | ṛ         | U+0691                                     | |
| زےࣿ 제                        | ز      | ـز     | -      | -      | [z]             | z         | U+0632                                     | |
| ژےࣿ ž/ǰe                      | ژ      | ـژ     | -      | -      | [ʒ]‍~[d͡ʒ]‍         | ž / ǰ     | U+0632                                     | 페르시아어 및 유럽어 차용어에만 사용. 문자 좀( ج )으로 대체 가능. |
| ڙےࣿ ẓe                        | ڙ      | ـڙ     | -      | -      | [ʐ]             | ẓ         | U+0699                                     | 시나어 고유 문자. 일부 시나어 문헌 및 문서에서는 점 네 개 대신 두 개의 가로선을 사용하며, ڙ 대신 رً를 사용. 인도 통제 카슈미르의 공식 시나어 표기법에서는 جْ 문자를 사용. |
| سِین 신                       | س      | ـس     | ـسـ    | سـ     | [s]             | s         | U+0633                                     | |
| شِین 신                       | ش      | ـش     | ـشـ    | شـ     | [ʃ]             | š         | U+0634                                     | |
| ݜِین ṣīn                      | ݜ      | ـݜ     | ـݜـ    | ݜـ     | [ʂ]             | ṣ         | U+0687                                     | 시나어 고유 문자. 일부 시나어 문헌 및 문서에서는 점 네 개 대신 두 개의 가로선을 사용하며, ݜ 대신 سً를 사용. 인도 통제 카슈미르의 공식 시나어 표기법에서는 شْ 문자를 사용. |
| صواد 스와드                  | ص      | ـص     | ـصـ    | صـ     | [s]             | s         | U+0635                                     | 아랍어 차용어에만 사용. 문자 신( س )으로 대체 가능. |
| ضواد 즈와드                  | ض      | ـض     | ـضـ    | ضـ     | [z]             | z         | U+0636                                     | 아랍어 차용어에만 사용. 문자 제( ز )으로 대체 가능. |
| طوے 토이                     | ط      | ـط     | ـطـ    | طـ     | [t̪]             | t         | U+0637                                     | 아랍어 차용어에만 사용. 문자 테( ت )으로 대체 가능. |
| ظوے 조이                     | ظ      | ـظ     | ـظـ    | ظـ     | [z]             | z         | U+0638                                     | 아랍어 차용어에만 사용. 문자 제( ز )으로 대체 가능. |
| عَین 아인                     | ع      | ـع     | ـعـ    | عـ     | [ʔ], 무음       | -         | U+0639                                     | 아랍어 차용어에만 사용. 문자 알리프( ا )으로 대체 가능. |
| غَین 가인                     | غ      | ـغ     | ـغـ    | غـ     | [ɣ]~[ɡ]         | g         | U+0639                                     | 아랍어 및 튀르크어 차용어에만 사용. 문자 가프( گ). |
| فےࣿ 페/페                     | ف      | ـف     | ـفـ    | فـ     | [f]~[pʰ]        | f / ph    | U+0641                                     | 차용어에만 사용. 이중 문자 페( پھ )로 대체 가능. |
| قاف 카프/카프                | ق      | ـق     | ـقـ    | قـ     | [q]~[k]         | q / k     | U+0642                                     | 아랍어 및 튀르크어 차용어에만 사용. 문자 카프( ک )으로 대체 가능. |
| کاف 카프                     | ک      | ـک     | ـکـ    | کـ     | [k]             | k         | U+0643                                     | |
| گاف 가프                     | گ      | ـگ     | ـگـ    | گـ     | [ɡ]             | g         | U+06AF                                     | |
| لام 람                       | ل      | ـل     | ـلـ    | لـ     | [l]             | l         | U+0644                                     | |
| مِیم 밈                       | م      | ـم     | ـمـ    | مـ     | [m]             | m         | U+0645                                     | |
| نُون 눈                       | ن      | ـن     | ـنـ    | نـ     | [n]             | n         | U+0646                                     | |
| نُوݨ nuuṇ                     | ݨ      | ـݨ     | ـݨـ    | ݨـ     | [ɳ]             | ṇ         | U+0768                                     | 인도 통제 카슈미르의 공식 시나어 표기법에서는 نْ 문자를 사용. |
| نُوں / نُون گُنَہ nū̃ / nūn gunna | ں / ن٘  | ـں     | ـن٘ـ    | ن٘ـ     | /◌̃/             | ◌̃         | 단어 중간: U+0646 + U+0658 단어 끝: U+06BA | |
| نُون٘گ nuung                   | ن٘گ     | ـن٘گ    | ـن٘گـ   | ن٘گـ    | /ŋ/             | ng        | U+0646 + U+0658 + U+06AF                   | 이중음자, 문자로 간주. |
| واؤ 와우                     | و / او | ـو     | -      | -      | [oː] / [w]      | w / ō     | U+0648                                     | 문자 와우는 자음([w/v]) 또는 모음([oo])을 나타낼 수 있다. 또한 모음 기호의 운반자 역할을 하여 여러 다른 모음을 나타낼 수 있다. 단어의 시작에서 자음을 나타낼 때, 문자 와우는 단독 문자로 나타나고 적절한 모음이 뒤따른다. 단어 시작에서 모음을 나타낼 경우, 문자 와우 앞에 알리프( ا )가 와야 한다. 단어 끝에서 자음 [w] 소리를 나타낼 때, 함자( ؤ )가 사용되어 모음으로 잘못 발음되는 것을 방지한다.                                                                                          |
| ہَے 하이                      | ہ      | ـہ     | ـہـ    | ہـ     | [h]             | h         | U+0646                                     | 이 문자는 do-ac̣hi'ii hay(ھ)와 다르며 서로 바꿔 쓸 수 없다. 우르두어와 유사하게, do-chashmi hē(ھ)는 기식음을 나타내는 이중음자의 두 번째 부분으로만 사용된다. 초성 및 중성 위치에서 문자 hē는 항상 자음 [h]을 나타낸다. 종성 위치에서 문자 hē는 자음([h])을 나타낼 수도 있고, 짧은 모음 a( ◌َہ / ـَہ ), i( ◌ِہ / ـِہ ), u( ◌ُہ / ـُہ )로 단어가 끝난다는 것을 나타낼 수도 있다. |
| ہَمزَہ 함자                    | ء      | -      | -      | -      | [ʔ], 무음       | ’         | U+0621                                     | 단어 중간에서 한 음절과 모음으로 시작하는 다른 음절 사이의 분리를 나타내는 데 사용된다. 와우 및 예 문자 위에 있는 함자는 단어 끝에서도 기능한다. 단어 끝에서 문자 와우 또는 예가 자음 소리 [w] 또는 [y]를 나타낼 때, 함자( ؤ / ئ / ـئ )가 사용되어 모음으로 잘못 발음되는 것을 방지한다. 단어 끝에서 모음을 나타낼 때, [i]만 될 수 있다. 모음 [e]의 경우 부리 예( ے ) 문자가 사용된다. |
| یےࣿ / لیکھی یےࣿ 예 / 레이키 예 | ی      | ـی     | ـیـ    | یـ     | [j] / [e] / [i] | y / e / i | U+06CC                                     | 문자 예는 자음([j]) 또는 모음([e]/[i])을 나타낼 수 있다. 또한 모음 기호의 운반자 역할을 하여 여러 다른 모음을 나타낼 수 있다. 단어의 시작에서 자음을 나타낼 때, 문자 예는 단독 문자로 나타나고 적절한 모음이 뒤따른다. 단어 시작에서 모음을 나타낼 경우, 문자 예 앞에 알리프( ا )가 와야 한다. 단어 끝에서 자음 [j] 소리를 나타낼 때, 함자( ئ )가 사용되어 모음으로 잘못 발음되는 것을 방지한다. 단어 끝에서 모음을 나타낼 때, [i]만 될 수 있다. 모음 [e]의 경우 부리 예( ے ) 문자가 사용된다. |
| بُڑیࣿ یےࣿ 부리 예               | ے      | ـے     | -      | -      | [e] / [j]       | e / y     | U+06D2                                     | 문자 부리 예는 종성 위치에서만 나타난다. 문자 부리 예는 모음 "ē" [eː] 또는 자음 "y" [j]를 나타낸다. |
| بھےࣿ 베                       | بھ     | ـبھ    | ـبھـ   | بھـ    | [bʱ]            | bh        | U+0628 + U+06BE                            | 이중음자, 문자로 간주. |
| پھےࣿ 페                       | پھ     | ـپھ    | ـپھـ   | پھـ    | [pʰ]            | ph        | U+067E + U+06BE                            | 이중음자, 문자로 간주. |
| تھےࣿ 테                       | تھ     | ـتھ    | ـتھـ   | تھـ    | [t̪ʰ]            | th        | U+062A + U+06BE                            | 이중음자, 문자로 간주. |
| ٹھےࣿ ṭhe                      | ٹھ     | ـٹھ    | ـٹھـ   | ٹھـ    | [ʈʰ]            | ṭh        | U+0679 + U+06BE                            | 이중음자, 문자로 간주. |
| جھوࣿم ǰhom                    | جھ     | ـجھ    | ـجھـ   | جھـ    | [d͡ʒʱ]           | ǰh        | U+062C and U+06BE                          | 이중음자, 문자로 간주. |
| چھےࣿ čhe                      | چھ     | ـچھ    | ـچھـ   | چھـ    | [t͡ʃʰ]           | čh        | U+0686 + U+06BE                            | 이중음자, 문자로 간주. |
| څھےࣿ tshe                     | څھ     | ـڅھ    | ـڅھـ   | څھـ    | [t͡sʰ]           | tsh       | U+0685 + U+06BE                            | 이중음자, 문자로 간주. 인도 통제 카슈미르의 공식 시나어 표기법에서는 ژھ 문자를 사용. |
| ڇھےࣿ c̣he                      | ڇھ     | ـڇھ    | ـڇھـ   | ڇھـ    | [ʈ͡ʂʰ]           | c̣h        | U+0687 + U+06BE                            | 이중음자, 문자로 간주. 인도 통제 카슈미르의 공식 시나어 표기법에서는 چْھ 문자를 사용. |
| کھےࣿ 케                       | کھ     | ـکھ    | ـکھـ   | کھـ    | [kʰ]            | kh        | U+0643 + U+06BE                            | 이중음자, 문자로 간주. |
| گھےࣿ 게                       | گھ     | ـگھ    | ـگھـ   | گھـ    | [ɡʱ]            | gh        | U+06AF + U+06BE                            | 이중음자, 문자로 간주. |

### 모음
시나어에는 다섯 개의 모음이 있다. 시나어의 각 다섯 모음에는 짧은 버전과 긴 버전이 있다. 시나어는 또한 성조 언어이다. 시나어의 짧은 모음은 짧은 고평조 ˥를 갖는다. 긴 모음은 "무성조", 즉 긴 평성조 ˧, 긴 상승조 [˨˦], 또는 긴 하강조(/˥˩/를 가질 수 있다.
다섯 가지 모음 모두 시나어 표기법에서 정의된 표현 방식을 가지고 있으며, 문자 및 병음 기호를 포함한다. 병음 기호는 쓰기에서 때때로 생략될 수 있다. 짧은 모음 [a], [i], [u]는 병음 기호로만 작성된다. 짧은 모음 [e]와 [o]는 문자 와우와 부리 예로 작성된다. 고유한 병음 기호인 작은 옆면 누운 눈(small sideway noon) ◌ࣿ (U+08FF)는 이러한 문자 위에 사용하여 짧은 모음을 나타낸다. 긴 모음은 병음 기호와 문자 알리프, 와우, 예의 조합으로 작성된다.
아래 표는 단어의 시작, 중간, 끝에 오는 짧은 모음을 보여준다.
| 단어의 시작 모음 | 단어의 시작 모음 | 단어의 시작 모음 | 단어의 시작 모음 | 단어의 시작 모음 |
| a                | e                | i                | o                | u                |
| ---------------- | ---------------- | ---------------- | ---------------- | ---------------- |
| اَ‎                | ایࣿـ / اےࣿ‎         | اِ‎                | اوࣿ‎               | اُ‎                |
| 단어의 중간 모음 |                  |                  |                  |                  |
| ـَ‎                | یࣿـ / ـیࣿـ ‎        | ـِ‎                | وࣿ / ـوࣿ‎           | ـُ‎                |
| 단어의 끝 모음   |                  |                  |                  |                  |
| ◌َہ / ـَہ‎          | ےࣿ / ـےࣿ ‎          | ◌ِہ / ـِہ‎          | وࣿ / ـوࣿ‎           | ◌ُہ / ـُہ‎          |

아래 표는 "무성조", 즉 긴 평성조 ˧를 갖는 단어의 시작, 중간, 끝에 오는 긴 모음을 보여준다.
| 단어의 시작 모음 | 단어의 시작 모음 | 단어의 시작 모음 | 단어의 시작 모음 | 단어의 시작 모음 |
| aa               | ee               | ii               | oo               | uu               |
| ---------------- | ---------------- | ---------------- | ---------------- | ---------------- |
| آ‎                | ایـ / اے‎         | اِیـ / اِی‎         | او‎               | اُو‎               |
| 단어의 중간 모음 |                  |                  |                  |                  |
| ا / ـا‎           | یـ / ـیـ ‎        | ◌ِیـ / ـِیـ‎        | و / ـو‎           | ◌ُو / ـُو‎          |
| 단어의 끝 모음   |                  |                  |                  |                  |
| ا / ـا‎           | ے / ـے‎           | ◌ِی / ـِی‎          | ◌ُو / ـُو‎          | و / ـو‎           |

아래 표는 긴 상승조 [˨˦]를 갖는 단어의 시작, 중간, 끝에 오는 긴 모음을 보여준다.
| 단어의 시작 모음 | 단어의 시작 모음 | 단어의 시작 모음 | 단어의 시작 모음 | 단어의 시작 모음 |
| aá               | eé               | ií               | oó               | uú               |
| ---------------- | ---------------- | ---------------- | ---------------- | ---------------- |
| آٗ‎                | ایٗـ / اےٗ‎         | اِیٗـ / اِیٗ‎         | اوٗ‎               | اُوٗ‎               |
| 단어의 중간 모음 |                  |                  |                  |                  |
| اٗ / ـاٗ‎           | یٗـ / ـیٗـ ‎        | ◌ِیٗـ / ـِیٗـ‎        | وٗ / ـوٗ‎           | ◌ُوٗ / ـُوٗ‎          |
| 단어의 끝 모음   |                  |                  |                  |                  |
| اٗ / ـاٗ‎           | ےٗ / ـےٗ‎           | ◌ِیٗ / ـِی‎          | وٗ / ـوٗ‎           | ◌ُوٗ / ـُوٗ‎          |

아래 표는 긴 하강조(/˥˩/를 갖는 단어의 시작, 중간, 끝에 오는 긴 모음을 보여준다.
| 단어의 시작 모음 | 단어의 시작 모음 | 단어의 시작 모음 | 단어의 시작 모음 | 단어의 시작 모음 |
| áa               | ée               | íi               | óo               | úu               |
| ---------------- | ---------------- | ---------------- | ---------------- | ---------------- |
| آٰ‎                | ایٰـ / اےٰ‎         | اِیٰـ / اِیٰ‎         | اوٰ‎               | اُوٰ‎               |
| 단어의 중간 모음 |                  |                  |                  |                  |
| اٰ / ـاٰ‎           | یٰـ / ـیٰـ ‎        | ◌ِیٰـ / ـِیٰـ‎        | وٰ / ـوٰ‎           | ◌ُوٰ / ـُوٰ‎          |
| 단어의 끝 모음   |                  |                  |                  |                  |
| اٰ / ـاٰ‎           | ےٰ / ـےٰ‎           | ◌ِیٰ / ـِیٰ‎          | وٰ / ـوٰ‎           | ◌ُوٰ / ـُوٰ‎          |

### 텍스트 샘플
다음은 짧은 예문이다.
| 시나어 아랍 문자(길기트-발티스탄 및 코히스탄 표기법) | اَساٰ ایࣿک سَنِیٰلو گوٰݜ پَشیٰس. اَساٰ دَہِیٰلو گوٰݜ پَشیٰس. گوٰݜ جیٰجِہ دَہِیٰلوࣿ لیٰل بِیٰنوࣿ. گوٰݜ وَزِیٗ نَہ دِتوباٰلو.‎                                     |
| 라틴어 음역                                          | Asáa ek saníilo góoṣ pašées. Asáa dahíilo góoṣ pašées. Góoṣ jéeji dahíilo léel bíino. Góoṣ wazií na ditobáalo.               |
| 번역                                                 | 우리는 완전히 지어진 집을 보았다. 우리는 타버린 집을 보았다. 집은 누군가에 의해 타버린 것 같다. 집은 완전히 무너지지 않았다. |

## 참고 자료
- Bashir, Elena L. (2003). 〈Dardic〉.   George Cardona; Dhanesh Jain. 《The Indo-Aryan languages》. Routledge language family series. Y. London: Routledge. 818–94쪽. ISBN 978-0-7007-1130-7.
- Bashir, Elena L. (2016). 〈Perso-Arabic adaptions for South Asian languages〉.   Hock, Hans Henrich; Bashir, Elena. 《The languages and linguistics of South Asia: a comprehensive guide》. World of Linguistics. Berlin: De Gruyter Mouton. 803–9쪽. ISBN 978-3-11-042715-8.
- Rajapurohit, B. B. (1975). 〈The problems involved in the preparation of language teaching material in a spoken language with special reference to Shina〉. 《Teaching of Indian languages: seminar papers》. University publication / Department of Linguistics, University of Kerala. V. I. Subramoniam, Nunnagoppula Sivarama Murty (eds.). Trivandrum: Dept. of Linguistics, University of Kerala.
- Rajapurohit, B. B. (1983). 《Shina phonetic reader》. CIIL Phonetic Reader Series. Mysore: Central Institute of Indian Languages.
- Rajapurohit, B. B. (2012). 《Grammar of Shina Language and Vocabulary : (Based on the dialect spoken around Dras)》 (PDF).
- Schmidt, Ruth Laila (2003–2004). “The oral history of the Daṛmá lineage of Indus Kohistan” (PDF). 《European Bulletin of Himalayan Research》 (25/26): 61–79. ISSN 0943-8254.
- Schmidt, Ruth Laila; Kohistani, Razwal (2008). 《A grammar of the Shina language of Indus Kohistan》. Beiträge zur Kenntnis südasiatischer Sprachen und Literaturen. Wiesbaden: Harrassowitz. ISBN 978-3-447-05676-2.

## 추가 문헌
- Buddruss, Georg (1983). 〈Neue Schriftsprachen im Norden Pakistans. Einige Beobachtungen〉.   Assmann, Aleida; Assmann, Jan; Hardmeier, Christof. 《Schrift und Gedächtnis: Beiträge zur Archäologie der literarischen Kommunikation》. W. Fink. 231–44쪽. ISBN 978-3-7705-2132-6. A history of the development of writing in Shina
- Degener, Almuth; Zia, Mohammad Amin (2008). 《Shina-Texte aus Gilgit (Nord-Pakistan): Sprichwörter und Materialien zum Volksglauben, gesammelt von Mohammad Amin Zia》. Otto Harrassowitz Verlag. ISBN 978-3-447-05648-9. Contains a Shina grammar, German-Shina and Shina-German dictionaries, and over 700 Shina proverbs and short texts.
- Radloff, Carla F. (1992).  Backstrom, Peter C.; Radloff, Carla F., 편집. 《Languages of northern areas》. Sociolinguistic survey of Northern Pakistan 2. Islamabad, Pakistan: National Institute of Pakistan Studies, Quaid-i-Azam University.
- Rensch, Calvin R.; Decker, Sandra J.; Hallberg, Daniel G. (1992). 《Languages of Kohistan》. Sociolinguistic survey of Northern Pakistan. Islamabad, Pakistan: National Institute of Pakistan Studies Quaid-i- Azam University.
- Zia, Mohammad Amin (1986). 《Ṣinā qāida aur grāimar》 (우르두어). Gilgit: Zia Publishers.
- Zia, Mohammad Amin. 《Shina Lughat (Shina Dictionary)》. Contains 15000 words plus material on the phonetics of Shina.